# Galina Wiszniewska

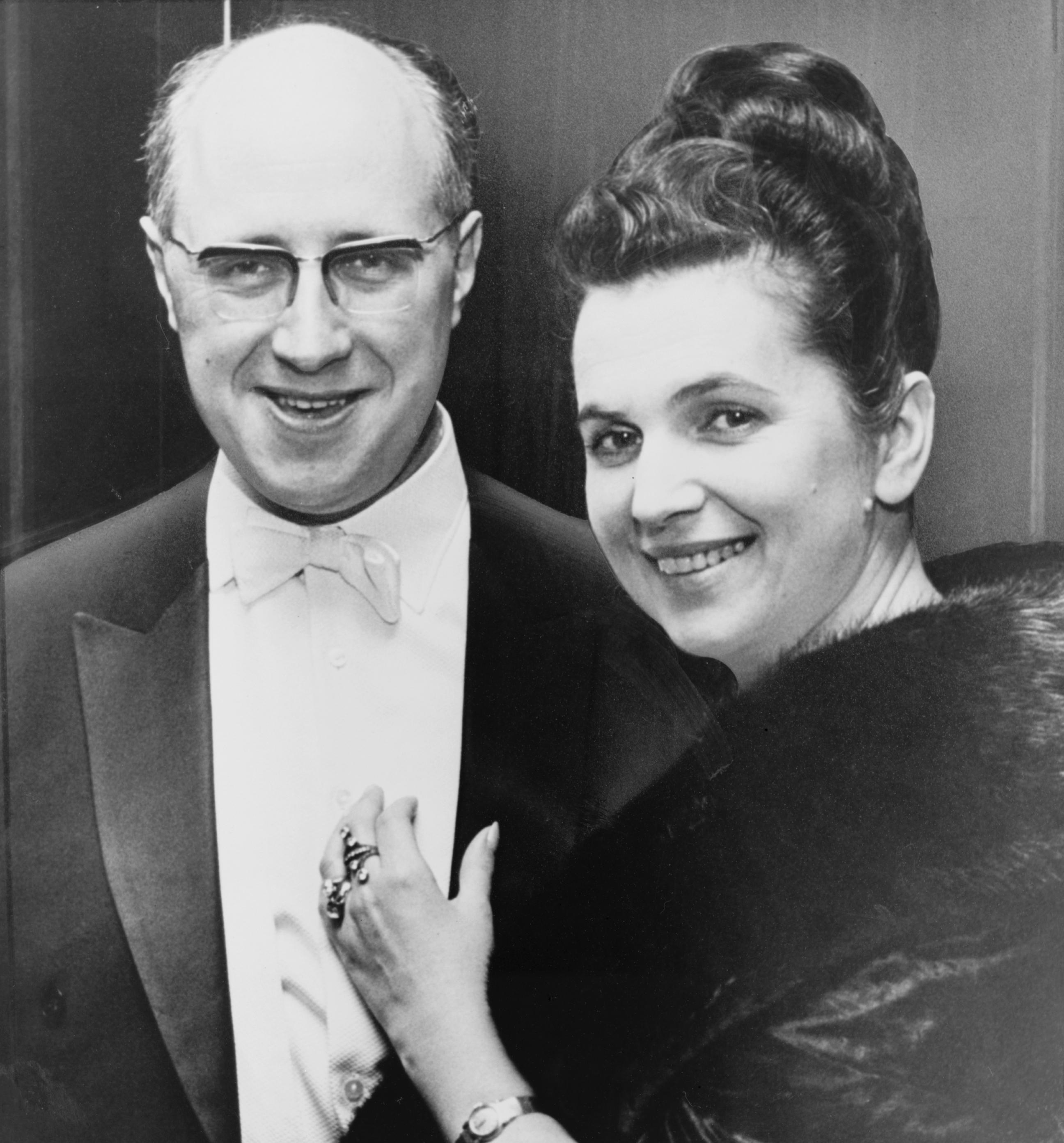
Z mężem Mstisławem Rostropowiczem w 1975 roku

Galina Pawłowna Wiszniewska (ros. Галина Павловна Вишневская; ur. 25 października 1926 w Leningradzie, zm. 11 grudnia 2012 w Moskwie) – radziecka i rosyjska śpiewaczka operowa, operetkowa i aktorka.

## Życiorys
Galina Wiszniewska urodziła się w Leningradzie jako Galina Pawłowna Iwanowa. Ojciec – Rosjanin, matka – pół Polka, pół Cyganka, o czym sama pisze we wspomnieniach. Niemal całe dzieciństwo spędziła w Kronsztadzie. W czasie wojny, jako jedyna z całej rodziny przeżyła blokadę Leningradu. W wieku 16 lat służyła w leningradzkich oddziałach OPL. Wojna spowodowała, że uzyskała tylko wykształcenie podstawowe – edukację zakończyła na siedmiu klasach.
Obdarzona wyjątkowym głosem, w 1944 roku została przyjęta do chóru Leningradzkiego Teatru Komedii Muzycznej, gdzie wkrótce zaczęła wykonywać partie solowe. Nazwisko Wiszniewska przyjęła i zachowała po pierwszym mężu – Gieorgiju Wiszniewskim – marynarzu floty wojennej, z którym rozwiodła się po zaledwie dwóch miesiącach małżeństwa. Po raz drugi wyszła za mąż za Marka Rubina – dyrektora teatru operetki, w którym śpiewała. W latach 1951–1952, po opuszczeniu operetki, brała lekcje śpiewu u Wiery Gariny. W roku 1952 przeszła przez eliminacje do grupy stażystów Teatru Bolszoj – została przyjęta pomimo braku ukończonego konserwatorium muzycznego.
Szybko zdobyła sobie uznanie i na deskach tego teatru przez następne lata jako jego primadonna zaśpiewała ponad 30 partii solowych. Występowała na najsłynniejszych scenach operowych świata i z najsłynniejszymi dyrygentami XX wieku, m.in.: Herbertem von Karajanem, Otto Klempererem, Igorem Markevitchem, Krzysztofem Pendereckim, Hermannem Abendrothem i oczywiście swoim mężem Mstisławem Rostropowiczem z którym tworzyła sceniczny duet przez blisko 30 lat (początkowo jako z pianistą, a później jako z dyrygentem). Partnerowała m.in.: Plácido Domingo, Dietrichowi Fischer-Dieskau, Nicolai Geddzie, Franco Corelli i Birgit Nilsson.
Wielu kompozytorów pisało swoje dzieła specjalnie dla niej (m.in. Dmitrij Szostakowicz, Benjamin Britten). W 1996 roku Marcel Landowski napisał operę Galina, która oparta została na losach artystki. Anna Achmatowa, po usłyszeniu jej głosu, poświęciła jej jeden ze swoich wierszy (Żenskij gołos). W roku 1955, po zaledwie czterech dniach znajomości, wyszła za mąż (po raz trzeci) za dyrygenta Mstisława Rostropowicza, z którym w udanym związku przeżyła ponad pół wieku. Wraz z nim w 1974 roku została zmuszona do opuszczenia ZSRR za poparcie udzielone dysydentowi Aleksandrowi Sołżenicynowi. Obydwoje żyli w USA i we Francji oraz podróżowali, utrzymując się ze spektakli wystawianych w największych teatrach i salach operowych świata. W 1978 roku zostali decyzją prezydium Rady Najwyższej ZSRR pozbawieni radzieckiego obywatelstwa oraz wszelkich odznaczeń i nagród. W 1990 roku decyzję tę anulowano, dzięki czemu Wiszniewska triumfalnie powróciła do ZSRR. Przywrócono jej wszystkie tytuły oraz mianowano profesorem honorowym Konserwatorium Moskiewskiego. Było to już jednak po jej oficjalnym rozstaniu ze sceną operową w 1982 roku.
W Rosji rozpoczęła występy jako aktorka dramatyczna na scenie MChAT-u. Zagrała również główne role w dwóch filmach: Prowincjonalny benefis z 1993 i Aleksandra z 2007 roku. W 2002 roku została szefową założonego przez siebie w Moskwie Centrum Śpiewu Operowego Galiny Wiszniewskiej. W 2006 roku objęła funkcję przewodniczącej jury Międzynarodowego Otwartego Konkursu Artystów Operowych Galiny Wiszniewskiej. W 1984 roku wydała w Stanach Zjednoczonych w języku angielskim swoją autobiografię, która po roku 1991 została przetłumaczona na kilka języków, w tym również i na polski (Galina. Historia mojego życia). Nagrała wiele płyt. Królowie i prezydenci składali jej swe hołdy. Jak napisała jedna z polskich autorek, została „gwiazdą” nie tylko na ziemi, ale i na niebie – planetoidę nr 4919 w Układzie Słonecznym nazwano na jej cześć – (4919) Vishnevskaya.

## Premiery sceniczne
| Rok  | Dzieło                                           | Partia               | Scena                            |
| ---- | ------------------------------------------------ | -------------------- | -------------------------------- |
| 1953 | Eugeniusz Oniegin                                | Tatiana              | Teatr Bolszoj                    |
| 1954 | Fidelio                                          | Leonora              | Teatr Bolszoj                    |
| 1955 | Śnieżka                                          | Kupawa               | Teatr Bolszoj                    |
| 1957 | IX symfonia Beethovena                           | wokal                |                                  |
| 1957 | Poskromienie złośnicy                            | Katarzyna            | Teatr Bolszoj                    |
| 1957 | Wesele Figara                                    | Cherubin             | Teatr Bolszoj                    |
| 1957 | Madame Butterfly                                 | Madame Butterfly     | Teatr Bolszoj                    |
| 1958 | Aida                                             | Aida                 | Teatr Bolszoj                    |
| 1958 | Requiem Verdiego                                 | wokal                | Moskiewska Filharmonia Państwowa |
| 1959 | Dama pikowa                                      | Liza                 | Teatr Bolszoj                    |
| 1959 | Wojna i pokój                                    | Natasza              | Teatr Bolszoj                    |
| 1961 | Satyry Szostakowicza                             | wokal                |                                  |
| 1962 | Falstaff                                         | Alicja Ford          | Teatr Bolszoj                    |
| 1962 | Faust                                            | Małgorzata           | Teatr Bolszoj                    |
| 1962 | Kamienny gość                                    | Donna Anna           | Teatr Bolszoj                    |
| 1962 | Missa Solemnis Beethovena                        | wokal                | Edynburg                         |
| 1962 | Pieśni i tańce śmierci Musorgskiego              | wokal                |                                  |
| 1962 | Los człowieka                                    | Zinka                | Teatr Bolszoj                    |
| 1963 | Requiem wojenne Brittena                         | wokal                | Londyn                           |
| 1963 | II symfonia Mahlera                              | wokal                | Wiedeń                           |
| 1964 | La Traviata                                      | Violetta             | Teatr Bolszoj                    |
| 1964 | Turandot                                         | Liu                  | La Scala                         |
| 1964 | Październik                                      | Maryna               | Teatr Bolszoj                    |
| 1965 | Głos ludzki                                      | kobieta telefonująca | Teatr Bolszoj                    |
| 1965 | Echo poety Brittena                              | wokal                |                                  |
| 1965 | IV symfonia Mahlera                              | wokal                |                                  |
| 1967 | Pieśni Szostakowicza do wierszy Aleksandra Błoka | wokal                |                                  |
| 1969 | XIV symfonia Szostakowicza                       | wokal                |                                  |
| 1969 | Otello                                           | Desdemona            | Konserwatorium Moskiewskie       |
| 1970 | Semen Kotko                                      | Zofia                | Teatr Bolszoj                    |
| 1970 | Carska niewiasta                                 | Marfa                | Teatr Bolszoj                    |
| 1971 | Tosca                                            | Floria Tosca         | Teatr Bolszoj                    |
| 1972 | Pieśni Bez słońca Musorgskiego                   | wokal                | Moskiewska Filharmonia Państwowa |
| 1973 | Francesca da Rimini                              | Francesca            | Teatr Bolszoj                    |
| 1974 | Gracz                                            | Polina               | Teatr Bolszoj                    |
| 1976 | Makbet                                           | Lady Makbet          | Edynburg                         |
| 1979 | Un enfant appelle Landowskiego                   | wokal                | Waszyngton                       |
| 1981 | Te Deum Pendereckiego                            | wokal                | Waszyngton                       |
| 1983 | La Prison Landowskiego                           | wokal                | Aix-en-Provence                  |
| 1984 | Requiem Pendereckiego                            | wokal                | Waszyngton                       |

## Nagrody, tytuły i odznaczenia
- 1943 – Medal „Za Obronę Leningradu”
- 1955 – Zasłużony Artysta RFSRR
- Ludowy Artysta RFSRR
- 1966 – Ludowy Artysta ZSRR
- 1973 – Order Lenina
- 1977 – Medal Diamentowy Miasta Paryża
- 1982 – Order Sztuk i Literatury II kl.
- 1983 – Legia Honorowa (komandoria)
- Doctor honoris causa Nashua River College (USA)
- Doctor honoris causa Uniwersytetu w St. Lawrence (USA)
- 1996 – honorowy obywatel Kronsztadu
- 2000 – Carskosielska Nagroda Artystyczna
- 1996 – Order Zasług dla Ojczyzny III kl.
- 2006 – Order Zasług II kl.
- 2007 – Profesor honorowy Uniwersytetu Moskiewskiego

## Filmografia
- 1966 – Katierina Izmajłowa;
- 1993 – Prowincjonalny benefis
- 2007 – Aleksandra (ros. Александра).